# Nicomede di Roma
Nicomede (I secolo – Roma, 90) è stato un prete che subì il martirio per la fede cristiana e pertanto è considerato santo dalla Chiesa cattolica.

## Agiografia
A Roma, sulla via Nomentana, il beato Nicomede, prete e martire, scoperto mentre seppelliva il corpo della martire Felicola, rispose con poco garbo a coloro che lo costringevano a sacrificare agli idoli: «Io non sacrifico che a Dio onnipotente, regnante nei cieli». Per questo motivo fu battuto lungamente con flagelli piombati e in quel tormento passò al Signore.

## Culto
I resti si trovano nella Confessione di Santa Prassede all'Esquilino. Precedentemente era venerato in una basilica costruita da Bonifacio V. 
Non si conosce l'anno della traslazione avvenuta dopo il restauro della sua tomba operato da Adriano I. 
La più antica chiesa dedicata a San Nicomede nell'Italia settentrionale e il principale centro di diffusione del culto del martire si trova nei pressi di Parma, a San Nicomede, frazione del comune di Salsomaggiore Terme. L'edificio attuale, ad aula unica coperta a capriate con abside e cripta del IX secolo, è il risultato della sovrapposizione di diverse fasi costruttive. 
Da sottolineare altresì, che il martire è il santo patrono di Grondola, un paesino della Lunigiana.
Il santo viene ricordato il 15 settembre: 
(Martirologio Romano)